# Araucana

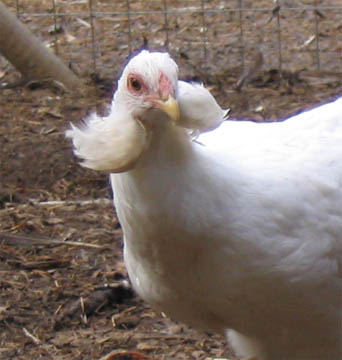
Uma araucana branca

Araucana (em castelhano:  Gallina Mapuche) é uma raça de frango doméstico do Chile . Seu nome deriva da região chilena de Araucanía, onde se acredita que essa raça de galinha teve origem. Põe ovos com casca azul, uma das poucas raças que o fazem.   

## História
Houve um longo e inconclusivo debate sobre a origem da araucana e se ela deriva de galinhas trazidas por europeus depois que Colombo chegou às Américas em 1492, ou se já estava presente no continente. Um relatório publicado em 2007 sobre ossos de galinha encontrado na península de Arauco, no centro-sul do Chile, sugeriu origem pré-colombiana, possivelmente polinésia .  Um relatório publicado em 2008 não encontrou evidências de introdução pré-colombiana da Polinésia. 

## Características
Há tanto de tamanho normal e garnisé. Eles podem ser normalmente de cauda ou sem rumos. A Araucana tem não tem uma crista e põe aproximadamente 250 ovos azuis ou verdes por ano.